# Braintree Town F.C.
Braintree Town FC là một câu lạc bộ bóng đá bán chuyên nghiệp có trụ sở tại Braintree, Essex, Anh. Câu lạc bộ hiện thi đấu tại National League South, cấp độ thứ 6 của bóng đá Anh, và có sân nhà ở Cressing Road.

## Danh hiệu
- Conference South
  - Nhà vô địch mùa giải 2010–11[2]
- Isthmian League
  - Nhà vô địch Premier Division mùa giải 2005–06[2]
- Metropolitan League
  - Nhà vô địch League Cup mùa giải 1969–70[1][3]
- Eastern Counties League
  - Nhà vô địch Champions các mùa giải 1936–37, 1983–84, 1984–85[1][4][5]
  - Nhà vô địch League Cup mùa giải 1987–88[1]
- London League
  - Nhà vô địch League Cup mùa giải 1948–49, 1951–52[1]
- Essex & Suffolk Border League
  - Nhà vô địch các mùa giải 1935–36, 1936–37, 1937–38, 1959–60[4]
  - Nhà vô địch League Cup mùa giải 1959–60[6]
  - Nhà vô địch Division Two (Western) các mùa giải 1922–23, 1923–24[4]
- North Essex League
  - Nhà vô địch các mùa giải 1905–06, 1910–11, 1911–12[7]
- Mid-Essex League
  - Nhà vô địch các mùa giải 1909–10, 1910–11[7]
- Essex Senior Cup
  - Nhà vô địch mùa giải 1995–96
- Essex Senior Trophy
  - Nhà vô địch mùa giải 1986–87[1]

## Thống kê
- Thành tích tốt nhất tại FA Cup: Vòng hai mùa giải 2016–17[2]
- Thành tích tốt nhất tại FA Trophy: Vòng năm mùa giải 2001–02[2]
- Thành tích tốt nhất tại FA Vase: Vòng năm các mùa giải 1984–85, 1987–88
- Chiến thắng đậm nhất: 12–0 trước Thetford, Eastern Counties League mùa giải 1935–36[8]
- Thất bại đậm nhất: 0-14 trước Chelmsford, North Essex League mùa giải  1923[8]
- Kỷ lục khán giả đến sân: 4.500 người trong trận đấu với Barking, Essex Senior Cup mùa giải 1935–36;[9] 4,000 người trong trận đấu với Tottenham Hotspur, tháng 5 năm 1952[8]
- Cầu thủ ra sân nhiều nhất: Brad Quinton, 546 lần[10]
- Cầu thủ ghi bàn nhiều nhất: Chris Guy, 211 bàn (1983–1990)[8]
  - Cầu thủ ghi bàn nhiều nhất trong một mùa giải: Gary Bennett, 57 bàn (1997–98)[8]
- Phí chuyển nhượng kỷ lục nhận được: £40,000 từ Barnet cho cầu thủ Simeon Akinola[8][11]